# Rikky von Opel
Pour les articles homonymes, voir Famille Opel.
Frederick von Opel, plus connu sous le nom Rikky von Opel, né le 14 octobre 1947  à New York, est un pilote automobile liechtensteinois. Il est l'unique pilote liechtensteinois en Formule 1.

## Biographie

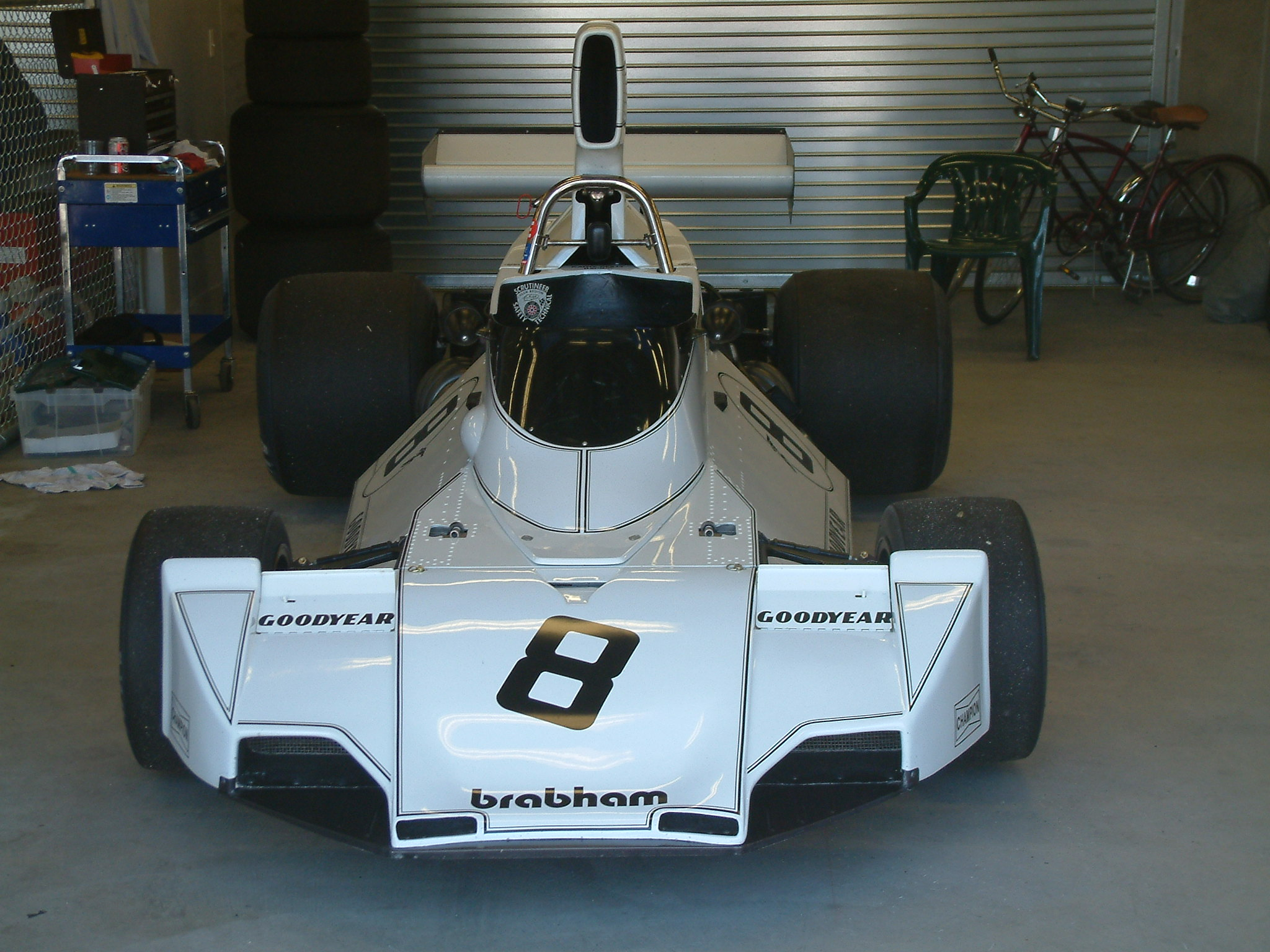
La Brabham BT44 engagée en 1974 aux mains de Rikky von Opel en démonstration en 2003.

Héritier de la célèbre marque automobile Opel, fils de Fritz von Opel, Rikky commence sa carrière sous le pseudonyme Antonio Branco, afin de ne pas porter tort à l'honneur familial. Mais ses premiers bons résultats en Formule Ford puis en Formule 3 l'incitent à rapidement afficher son véritable patronyme. Vainqueur en 1972 de l'un des championnats britanniques de Formule 3 sur une Ensign, il incite son employeur Mo Nunn (en) à se lancer en Formule 1, tout en finançant le projet.
L'Ensign-Cosworth, avec Rikky von Opel à son volant, fait ses débuts en compétition au mois de juillet 1973 à l'occasion du GP de France. Malgré des débuts encourageants, l'inédit attelage Ensign-Von Opel ne tarde pourtant pas à rentrer dans le rang et à connaître les ennuis inhérents aux petites équipes sans grandes ressources budgétaires. Il boucle la saison sans avoir inscrit le moindre point.
Au début de 1974, de retour chez Ensign, Von Opel claque la porte dès les premiers essais du premier GP de la saison, déçu du manque de compétitivité de sa monture. En qualité de pilote payant, il est rapidement recruté par l'écurie Brabham, mais en raison de son déficit de performances, est remplacé au bout de quelques courses par le Brésilien Carlos Pace. Conscient de ses propres limites au plus haut niveau de la compétition, il préfère alors mettre un terme à sa carrière. À sa retraite, Rikky Von Opel devient moine bouddhiste en Thaïlande.

## Résultats en championnat du monde de Formule 1
| Saison | Écurie                        | Châssis   | Moteur      | Pneus     | GP disputés | Points inscrits | Classement |
| ------ | ----------------------------- | --------- | ----------- | --------- | ----------- | --------------- | ---------- |
| 1973   | Team Ensign                   | N173 N174 | Cosworth V8 | Firestone | 6           | 0               | n.c.       |
| 1974   | Motor Racing Developments Ltd | BT44      | Cosworth V8 | Goodyear  | 4           | 0               | n.c.       |